# 21645 Chentsaiwei
A 21645 Chentsaiwei (ideiglenes jelöléssel 1999 NZ50) a Naprendszer kisbolygóövében található aszteroida. A LINEAR projekt keretében fedezték fel 1999. július 14-én.